# Georgi Michailowitsch Nelepp

Grabskulptur von Nelepp auf dem Moskauer Nowodewitschi-Friedhof

Georgi Michailowitsch Nelepp (russisch Георгий Михайлович Нэлепп; * 7. Apriljul. / 20. April 1904greg. in Bobruiki, Gouvernement Tschernigow, Russisches Kaiserreich; † 18. Juni 1957 in Moskau) war ein sowjetischer Opernsänger (Tenor). Seit 1944 und bis zu seinem Tod war er der Star des Bolschoi-Theaters.

## Leben
Nelepp wollte sich zunächst einer Militärkarriere widmen und studierte in der Armeeschule in Leningrad Topographie. Aufgrund seiner bemerkenswerten Stimme wurde er jedoch angeregt, sich beruflich dem Gesang zuzuwenden. 1926 wurde er am Leningrader Konservatorium angenommen und 1929 debütierte er als Lenski aus Eugen Onegin am GATOB. Seine hervorragende Technik und sein sehr anpassungsfähiges Timbre erlaubten es ihm in den folgenden Jahren, auch die schwierigsten Rollen des russischen und internationalen lyrisch-dramatischen Repertoires zu meistern. Der mit dem Stalinismus kompromittierte Sänger (seine Bühnenpartnerin der 1950er Jahre, Galina Wischnewskaja, bezeichnet ihn in ihrer Autobiographie als Intrigant und Denunziant) gelangte in den 1940er Jahren zu höchsten Ehren und wurde 1947 als „Sowjetischer Volkskünstler“ ausgezeichnet. 1957 starb er unerwartet an Herzversagen, zu diesem Zeitpunkt war – auch aufgrund der Entstalinisierung – sein künstlerischer Stern allerdings bereits am Sinken.

## Quelle
- Jean-Paul Williart: Begleittext zu „Sadko“ von, Rimski-Korsakow, Aufnahme von 1952, CD Lys/Dante Productions, 1998.